# Raoul Van den Heede
Raoul Van den Heede (Gent, 1924 – Drongen, 1999) was een Belgisch kunstschilder. 

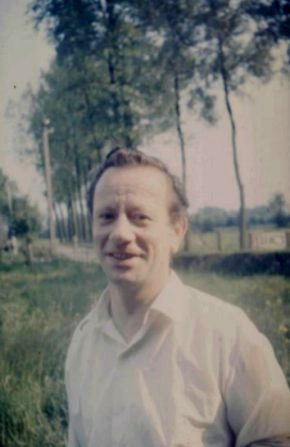
Raoul Van den Heede in 1968

## Leven
Raoul Van den Heede werd geboren op 7 november 1924 in de Gentse Tarwestraat als enig kind van Ludovicus Van den Heede en Alberta Maertens.
Hij ging naar de lagere stadsschool der Molenaarsstraat. Daar stimuleerde zijn tekenleraar Piet Eckers hem om deel te nemen aan twee internationale wedstrijden. Hij won beide.
Van den Heede verliet de school op 15-jarige leeftijd. In dat jaar overleed zijn moeder. Hij ging aan de slag in Vooruit, op de Vrijdagmarkt. Deze job stopte hij net voor het uitbreken van de Tweede Wereldoorlog.
In 1942 kreeg hij een deportatiebevel naar Duitsland. Om hieraan te ontsnappen probeerde hij via Frankrijk naar Spanje te vluchtten. Dit lukte hem echter niet. Aan de Franse grens werd hij opgepakt en naar Plauen, gelegen in de Duitse deelstaat Saksen, gedeporteerd.
In 1943 ontsnapte hij uit Plauen. Hij trok naar Kutná Hora waar hij 3 maanden ondergedoken leefde. Opnieuw werd hij gevat. Via het strafkamp van Elsertal kwam hij opnieuw in Plauen terecht.
Eind 1944 ontsnapte hij opnieuw, deze keer succesvol.
In 1945 arriveerde Van den Heede terug in zijn geboortestad Gent. Hij werkte nog 3 jaar als koerier en tolk voor het Belgische leger tot hij werd gedemobiliseerd. Vervolgens werkte hij op een scheepswerf en was hij evenwichtskunstenaar in een circus.
In 1964 stierf zijn vader en 2 jaar later verhuisde hij naar Drongen waar hij zich toelegde op zijn kunst.
Op 26 februari 1999 stierf hij in rusthuis Leiehome in Baarle aan een beroerte.

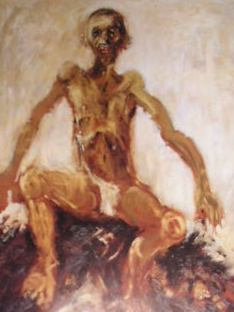
Job, 1973 olieverf op hardboard

## Kunst
In 1954 ontmoette Van den Heede René Bruggeman, de secretaris van de Gentse Handelsbeurs. Deze bracht hem in contact met kunstenaars als Karel De Bondt, Léon De Smet, Hubert Malfait en Albert Saverijs. Onder stimulans van deze kunstenaars besliste hij om naar de Gentse academie te gaan.
Aan deze academie ontwikkelde hij zich tot een gepassioneerde leerling. Een tijdlang schilderde hij onder invloed van Leon De Smet in een impressionistische stijl, vervolgens koos hij voor het expressionisme.
In 1960 ontving Van den Heede de prijs Deleu.
In december 1961 stelde hij voor het eerst tentoon in de Gentse Koninklijke Kunst- en Letterkring.
Het overlijden van zijn moeder en de oorlogsgruwel van de Tweede Wereldoorlog tekenden Van den Heede en zijn kunst. Tegelijkertijd probeerde hij ook zijn geloof in de mens weer te geven. Van den Heede omschreef dit als zijn dualistisch denken.